# Дзэнъэй
«Дзэнъэй» {{яп. 前衛, Zenei; с яп. — «Авангард») — японский ежемесячный журнал, официальное печатное издание Коммунистической партии Японии.

## Общие сведения
Журнал издаётся в Токио с 1946 года, является теоретическим органом Центрального комитета Коммунистической партии Японии.